# Station Kintetsu Tambabashi
Station Kintetsu Tambabashi (近鉄丹波橋駅, Kintetsu Tambabashi-eki) is een spoorwegstation in de wijk Fushimi-ku in de Japanse stad Kyoto. Het wordt aangedaan door de Kioto-lijn. Het station heeft twee sporen, gelegen aan twee zijperrons. Het station bevindt zich naast het station Tambabashi, waar het door middel van een loopbrug mee verbonden is.

## Treindienst

### Kintetsu
| 1 | ■ Kioto-lijn | richting Kintetsu Tambabashi, Shin-Tanabe en Yamato-Saidaiji |
| 2 | ■ Kioto-lijn | richting Takeda en Kioto                                     |

## Geschiedenis
Het eerste station werd in 1928 onder de naam Horiuchi geopend. Vanaf 1945 tot 1968 stopten de treinen op het station Tambabashi van Keihan en werd het station Horiuchi gesloten. Vanaf 1968 kreeg Kintetsu weer een eigen station.

## Stationsomgeving
- Station Tambabashi aan de Keihan-lijn
- Kasteel Fushimi (ook wel kasteel Momoyama of Fushimi-Momoyama genoemd)
- Graf van keizer Kammu
- Autoweg 24
- 7-Eleven
- FamilyMart

Kyoto · Tōji · Jūjō · Kamitobaguchi · Takeda · Fushimi · Kintetsu Tambabashi · Momoyama-Goryō-mae · Mukaijima · Ogura · Iseda · Ōkubo · Kutsukawa · Terada · Tonoshō · Shin-Tanabe · Kōdo · Miyamaki · Kintetsu Miyazu · Komada · Shin-Hōsono · Kizugawadai · Yamadagawa · Takanohara · Heijō · Yamato-Saidaiji (>> Nara-lijn · Kashihara-lijn)